# 平成25年の大雪
平成25年の大雪（へいせい25ねんのおおゆき）では2012年（平成24年）12月から2013年（平成25年）2月にかけて日本で発生した雪害について扱う。

## 概要
東北地方日本海側内陸部を中心に記録的な豪雪となった。

## 原因
原因については平成18年豪雪（2005年（平成17年）11月 - 2006年（平成18年）2月）と同様、北極振動が負を示したことより北極と日本付近との気圧の差が小さくなり、北極付近の寒気が南下しやすくなったことが考えられている。この北極振動は2012年（平成24年）10月下旬頃から突如として、シベリア付近に蓄積していた非常に強い寒気を放出した（シベリア気団を参照）。さらに偏西風が蛇行し日本列島付近に寒気が流れ込みやすくなっていたことが寒気の供給に追い打ちをかける結果となり、この年の猛暑と暖秋で日本海北部の海水温が平年より3°C近くも上昇したことが北日本の日本海側に多量の雪をもたらす結果となった。北日本の豪雪と同時に北欧の一部や中国大陸の一部でも大雪が降ったが、これらの大陸でも北日本と同様に北極との気圧の差が小さくなっていた。この異常寒波は翌年（2013年（平成25年））の4月中旬頃まで続き、特に北日本の積雪量の増加に追い打ちをかける結果となった。この冬はバレンツ海の海氷の量の減少やメキシコ湾流の流軸の変動などの影響で平成18年豪雪の時と同様に日本列島に寒気が流れ込みやすい状態になっていたことも一因として挙げられる。ただし、平成18年豪雪の時や前年の冬と異なり、ラニーニャ現象は発生しておらずむしろ暖冬になりやすい弱いエルニーニョが2012年夏から発生していたにもかかわらず3ヵ月（東・西日本では11月から4ヵ月）通じて低温が持続する珍しい冬となった。

## 被害・影響
2013年3月2日から3日にかけて、北海道で猛吹雪による自動車の立ち往生（移動不能）が相次いだ。中標津町で、雪のため動けなくなった車内に排気ガスが充満し4人が一酸化炭素中毒で死亡したほか、湧別町などで立ち往生した車から降りて避難しようとした人が凍死するなど、北海道全体で合計9人が死亡した。
新潟県では2月22日に長岡市・柏崎市・小千谷市・十日町市・上越市・魚沼市・南魚沼市阿賀町、2月25日に妙高市に災害救助法が適用され、山形県でも2月26日に尾花沢市、2月28日に大石田町に適用された。新潟県の8市1町では3年連続の災害救助法適用となった。

## 主な記録

### 最深積雪
記録的大雪となったアメダス地点
| 566 |

| 414 |

| 382 |

| 360 |

| 341 |

| 339 |

| 241 |

| 224 |

| 208 |

| 179 |

| 164 |

主な気象官署の最深積雪（気象台・旧測候所）
| 225 |

| 208 |

| 164 |

| 149 |

| 142 |

| 138 |

| 137 |

| 89 |

| 72 |

| 68 |

| 41 |

| 13 |

| 5 |

## 参考資料・情報
- 気象庁・過去の気象データ検索